# Unió de Liberals i Esquerrans
Unió de Liberals i Esquerrans (islandès Samtök frjálslyndra og vinstri manna, SFV) va ser un partit polític socioliberal islandès fundat el 1969 per Hannibal Valdimarsson format per militants de diferent origen contraris a la permanència d'Islàndia a l'OTAN i a la presència militar nord-americana a l'illa.
Va participar en el govern d'Ólafur Jóhannesson (1971-1974) amb dos ministres. Han estat membres del partit el president d'Islàndia Ólafur Ragnar Grímsson i el ministre d'afers exteriors Jón Baldvin Hannibalsson.

## Resultats electorals
| Any  | Vots  | %    | Escons | +/– |
| ---- | ----- | ---- | ------ | --- |
| 1971 | 9 395 | 8,9  | 5 / 60 | Nou |
| 1974 | 5 245 | 4,6  | 2 / 60 | 3   |
| 1978 | 4,073 | 3.33 | 0 / 60 | 2   |